# Erik Hoffmann
Erik Hoffmann, né le 22 août 1981 à Windhoek, est un coureur cycliste namibien, multiple champion de Namibie de cyclisme.

## Biographie
Il est le premier Namibien professionnel sur route. Il possède la double nationalité allemande, par sa famille, et namibienne par sa naissance. En effet, Erik Hoffmann avait un arrière-grand-père allemand qui avait émigré quand la Namibie était colonie allemande[réf. souhaitée].

## Palmarès
- 2001
  - 2e de la Nedbank Cycle Classic
- 2003
  -  Médaillé d'argent de la course en ligne des Jeux africains
- 2004
  -  Champion de Namibie sur route
  -  Champion de Namibie du contre-la-montre
  - Nedbank Cycle Classic
  - 3e de Stuttgart-Strasbourg
- 2006
  -  Champion de Namibie du contre-la-montre
  - Grand Prix de Baden-Baden
- 2007
  -  Champion de Namibie sur route
  - 1re étape du Circuito Montañés
  -  Médaillé d'argent du championnat du monde sur route "B"
- 2008
  - 2e du Tour de Thaïlande
- 2009
  -  Champion de Namibie du contre-la-montre
  -  Médaillé de bronze du championnat d'Afrique du contre-la-montre
  -  Médaillé de bronze du championnat d'Afrique sur route
- 2011
  - 2e du Grand Prix Vorarlberg
  - 2e du Tour de Haute-Autriche

## Classements mondiaux
| Année           | 2005 | 2006 | 2007 | 2008 | 2009 | 2010 | 2011 | 2012 |
| --------------- | ---- | ---- | ---- | ---- | ---- | ---- | ---- | ---- |
| UCI Africa Tour |      |      | 30e  |      |      | 28e  |      |      |
| UCI Asia Tour   |      |      |      | 21e  |      |      |      |      |
| UCI Europe Tour | 632e | 968e | 488e |      |      |      | 404e | 825e |